# Bad Lippspringe
Bad Lippspringe település Németországban, azon belül Észak-Rajna-Vesztfália tartományban. Lakosainak száma 16 884 fő (2023. december 31.). Bad Lippspringe Altenbeken, Horn-Bad Meinberg, Schlangen, Hövelhof és Paderborn községekkel határos.

## Népesség
A település népességének változása:
| Lakosok száma | 10 961 | 15 957 | 16 089 | 16 424 | 16 808 | 16 884 |
|               | 1975   | 2017   | 2019   | 2021   | 2022   | 2023   |